# Stantonville
Stantonville é uma cidade  localizada no estado norte-americano de Tennessee, no Condado de McNairy.

## Demografia
Segundo o censo norte-americano de 2000, a sua população era de 312 habitantes.
Em 2006, foi estimada uma população de 326, um aumento de 14 (4.5%).

## Geografia
De acordo com o United States Census Bureau tem uma área de
2,9 km², dos quais 2,9 km² cobertos por terra e 0,0 km² cobertos por água. Stantonville localiza-se a aproximadamente 144 m acima do nível do mar.

## Localidades na vizinhança
O diagrama seguinte representa as localidades num raio de 16 km ao redor de Stantonville.